# Бурка (ислам)
Бурка (перс./арап./пашт./урд. برقع, такође и чад(а)ри, рубанд или мекна) је традиционална паштунска женска одећа која покрива цело тело и лице. Носе га жене исламске вероисповести у Авганистану и у деловима Пакистана и Индије. Бурка је израђена од густе тканине која у потпуности покрива цело тело, укључујући и лице, док предео очију садржи густа мрежа кроз коју жена може да гледа.
Реч бурка је арапски облик персијске речи пурда (или парда) која дословно подразумева застор или завесу, али такође је означавала и праксу полне сегрегације у старовековном иранском свету која се касније у истоименој форми проширила и северном Индијом. Иако је познато да је у неким деловима овог старовековног света било прекривања лица, данас није познато да ли је таква одјећа називана пурдом и да ли је била у форми данашњих бурки. Прве такве примере забележили су Ибн Батута у 14. веку и нововековни европски аутори, углавном у североисточним деловима Персијског царства тј. Хорасану. У модерно доба бурка је специфична за Паштунце, а за време талибанског режима у Авганистану (1996 - 2001) била је прописана у виду хиџаба и женама је било забрањено излазити из куће без бурке. У западном свету бурку се често меша са никабом, арапским одевним предметом који такође покрива лице али има отворени прорез за очи. Најсличнији одевни предмет бурки је паранџа (или фаранџи), такође дугачак огртач с чачваном (тешко провидна тканина од коњских длака преко читавог лица) који је ношен у неким местима суседног Таџикистана. Неки други одевни предмети који исто тотално покривају лице су бушија (или гатва) код Арапкиња уз обале Персијског залива, некад печа у Османском царству, те гунгат у Индији.

## Забрана ношења бурки
У појединим европским земљама су усвојени закони којима се забрањује ношење бурки и никаба на јавном мјесту. Разлог за забрану ношења је, између осталог и немогућност личне идентификације особе која носи бурку јер јој је лице сакривено. Постоје и мишљења да је бурка симбол потлачености жена.